# Spoorlijn Doullens - Colincamps
De Spoorlijn Doullens - Colincamps was een Franse spoorlijn van Doullens naar Colincamps. De lijn was 22,6 km lang.

## Geschiedenis
De lijn werd aangelegd door de British Expeditionary Force en geopend in 1916 ten behoeve van transport van troepen en materieel. De lijn vormde eren verbinding tussen de spoorlijn Doullens - Arras en de spoorlijn Conchil-le-Temple - Achiet-le-Petit. Na het beëindigen van de Eerste Wereldoorlog werd de lijn gesloten en opgebroken.

## Aansluitingen
In de volgende plaatsen was er een aansluiting op de volgende spoorlijnen:
Doullens
RFN 305 000, spoorlijn tussen Saint-Roch en Frévent
RFN 306 000, spoorlijn tussen Doullens en Arras
Colincamps
lijn tussen Conchil-le-Temple en Achiet-le-Petit